# Benjamin Edmüller
Benjamin Edmüller (* 8. August 1987 in Rosenheim) ist ein ehemaliger deutscher Radrennfahrer.
2010 wurde Benjamin Edmüller in Cottbus gemeinsam mit Tobias Erler, Christian Grasmann und Leif LampaterDeutscher Vize-Meister in der Mannschaftsverfolgung. In den Jahren 2012 bis 2014 fuhr Erdmüller für das österreichische UCI Continental Team ARBÖ Gebrüder Weiss-Oberndorfer und konnte 2014 als Vierter der Poreč Trophy Punkte für die UCI-Weltrangliste erringen. Nach der Saison 2015 beim Team Heizomat beendete er seine internationale Laufbahn.